# Reio Laabus
Reio Laabus (* 14. März 1990 in Tartu) ist ein estnischer Fußballspieler.

## Karriere

### Verein
Reio Laabus der als Mittelfeldspieler eingesetzt wird begann in seiner Jugend beim JK Tammeka in Tartu mit dem Fußball. Ab 2008 im Kader der Zweitmannschaft in der Esiliiga, debütierte Laabus 2009 in der Meistriliiga gegen den JK Tallinna Kalev. Im November 2011 unterschrieb Laabus zusammen mit seinen Teamkollegen aus Tartu Mait Toom und Albert Prosa für die kommenden drei Spielzeiten (ab 2012) einen Vertrag beim amtierenden Estnischen Meister aus der Landeshauptstadt Tallinn dem FC Flora. Nach zwei Spielzeiten, die er bis zum Winter 2013 für Flora absolviert hatte, kehrte im Februar 2014 zu seinem Jugendverein JK Tammeka Tartu zurück. Er lief in der ersten Saisonhälfte 2014 17-mal für Tammeka auf und erzielte dabei 2 Tore. Am 4. Juli 2014 wechselte er zum deutschen Regionalligisten VfR Neumünster. Dort spielte er mit seinem ehemaligen Vereinskollegen Siim Tenno. Dann war er wieder zurück in Tartu, wo er in den nächsten zehn Jahren über 300 Pflichtspiele bestritt.

### Nationalmannschaft
Sein Debüt für Estland gab Laabus in der U-19 im Jahr 2009 gegen Lettland, nachdem er für Albert Taar eingewechselt wurde. Bis zum Jahresende folgten sechs weitere Einsätze in dieser Altersklasse, wobei ihm ein Tor gegen Griechenland gelang. Ab 2010 spielte Laabus in der U-21 Estlands. Erstmals zum Einsatz kam er dort im Spiel in Sankt Petersburg im Sport- und Konzert-Komplex Peterburgski gegen die Auswahl Russlands.

## Erfolge
mit dem FC Flora Tallinn:
- Estnischer Supercup: 2012
- Estnischer Pokal: 2013